# Schwarzenberg (Erzgebirge)
 For alternative betydninger, se Schwarzenberg. (Se også artikler, som begynder med Schwarzenberg)
Schwarzenberg er en by i Erzgebirge i Landkreis Aue-Schwarzenberg den tyske delstat Sachsen og hører til Städtebund Silberberg. I den 850 år gamle by, der engang var centrum for borgen Schloss Schwarzenberg, bor omkring 16.500 mennesker.
Schwarzenberg grænser i nordøst til Grünhain-Beierfeld, mod øst til Raschau-Markersbach, mod syd til Breitenbrunn og Sosa; mod vest grænser den til Bockau og Lauter. Byen ligger mellem 428,5 og 823 moh, og floden Schwarzwasser løber igennem.
| Bydel            | Befolkning (9. maj 2011) |
| ---------------- | ------------------------ |
| Schwarzenberg by | 13.409                   |
| Grünstädtel      | 745                      |
| Bermsgrün        | 1.359                    |
| Jägerhaus        | 38                       |
| Erla             | 579                      |
| Crandorf         | 808                      |
| Pöhla            | 1.171                    |

## Historie
Schwarzenberg blev første gang nævnt på skrift som civitas Swartzenberg i 1282. 
Byen opstod omkring et befæstningsanlæg, som blev bygget omkring 1170 i et ubeboet område for at beskytte en vigtig handelsvej mellem Sachsen og Bøhmen. Borgen Schwarzenberg dannede grundlag for  de omkringliggende landsbyer og senere bydele, som sørgede for forsyningerne til borgherrerne. Bebyggelsen am Brückenberg opstod omkring et gammelt gods, som formodentlig opstod i forbindelse med den første bebyggelse. I første halvdel af det 13. århundrede nævnes klosterlandbyerne Sachsenfeld og Wildenau. I bydelen Erla fandtes der i 1380 et hammerværk og landsbyerne Crandorf og Bermsgrün opstod kort efter.
Omkring 1500 boede der i Schwarzenberg 48 borgere med deres familier. En mølle uden for byen malede byens og de omkringliggende landsbyers korn. I forbindelse med Reformationen blev byen evangelisk.
1535 ødelagde en brand rådhuset, markedspladen og skolen i Badergasse. Den gamle kirke og hammerværket "der Kugelhammer" i  Vorstadt blev nævnt kort efter.
Omkring 1550 levede 73 husejere med deres familier inden for bymurene, i Vorstadt var der 36 huse. Kurfyrste August 1. af Sachsen ombyggede fra 1555 til 1558 borgen til et kurfyrsteligt jagtslot og erhvervede året efter landsbyen Sachsenfeld.
I løbet af det 16. århundrede udviklede Schwarzenberg sig til et forvaltningscentrum. Byen var sæde for det kurfyrstelige "Amt Schwarzenberg" og centrum for et omfangsrigt jern og tin-mineområde med eget "Bergamt". 
Under Trediveårskrigen blev Schwarzenberg overfaldt flere gange af de kejserlige tropper. Ved et angreb ledet af den danskfødte general Heinrich von Holk i år 1632 faldt 16 af byens borgere, som havde forsøgt at forhindre soldaternes indtog i byen. De advarede indbyggere var flygtet ind i de omkringliggende skove. I oktober 1634 blev Schwarzenberg indtaget af oberst Schönickel og brandskattet. I november overfaldt  200 dragoner byen og plyndrede den igen.
1695 var der 15 bagere og otte slagtere, fem købmænd og 60 håndværkere.
1709 hærgede en storbrand byen, og store dele af byen blev ødelagt. Kun kirken, slottet og få andre bygninger blev skånet. De fleste af de ældste huse blev genopbygget efter branden. 
1823 fandt den sidste henrettelse i Schwarzenberg sted. Under en bybrand i 1824 blev en stor del af byens huse ødelagt. De var overvejende bygget i bindingsværk. Byen blev genopbygget i sin nuværende form, overvejende med granitsten.
Tiden efter bybranden var præget af modernisering og udvidelse af byens erhvervsliv og infrastruktur. 1825 anlagde man en ny kirkegård uden for de gamle bymure, 1834 blev der grundlagt likørfabrik, 1836 et tandhammerværk og i 1839 en glasfabrik. 1849 blev en privatskole am unteren Markt indviet. Den var forgænger for det nuværende gymnasium. I 1858 åbnede jernbanestrækningen Zwickau–Schwarzenberg
Senere i det 19. århundrede blev en gymnastikforening, et frivillig brandværn og flere fabrikker, blandt andre jernværket Schwarzenberger grundlagt. 1875 opstod den Königlich Sächsische Amtsgericht zu Schwarzenberg. Til den i 1883 indviede jernbanestrækning til Johanngeorgenstadt blev der anlagt en tunnel gennem slotsklippen, som i dag benyttes jævnligt til kulturelle foranstaltninger. 1889 blev jernbanelinjen til Annaberg-Buchholz indviet. For at støtte kniplingshjemmeindustrien oprettedes kniplingsskoler i byen og i de omliggende landsbyer. I slutningen af det 19. århundrede havde byen udviklet sig til et forvaltningscentrum for den nærmeste omegn. Schwarzenberg var sæde for Amtshauptmannschaft, Amtsgericht, forskelige offentlige institutioner og inspektioner. 1898 var der 16 foreninger, tre skoler, fire læger og et apotek. Et stort antal håndværkere, tjenesteydelser, købmænd og fabrikker dannede byens erhvervsmæssige rygrad, desuden udkom aviserne Erzgebirgischer Volksfreund (daglig) og Schwarzenberger Tageblatt (4-gange om ugen). 
Efter Tysklands overgivelse den 8. maj 1945 blev 21 byer og landsbyer omkring Schwarzenberg ikke okkuperet. Anti-fascistiske grupperinger dannede en lokal regering, som eksisterede i 42 dage til Den røde armé okkuperede området den 24. juni 1945. Årsagen til at hverken de sovjetiske elleramerikanske styrker ikke okkuperede området, er muligvis, at de to supermagter var blevet enige om at standse ved floden Mulde. Flere floder har dette navn, og fordi Schwarzenberg ligger mellem dem, kan en misforståelse være årsagen. Området blev kendt som "Republikken Schwarzenberg". 
- Det tidligere rådhus
- Markedspladsen i Schwarzenberg
- Banegården Bahnhof Schwarzenberg
- Königseiche am Unteren Markt
- Floden Schwarzwasser (Zwickauer Mulde)